# Real Fábrica de La Moncloa

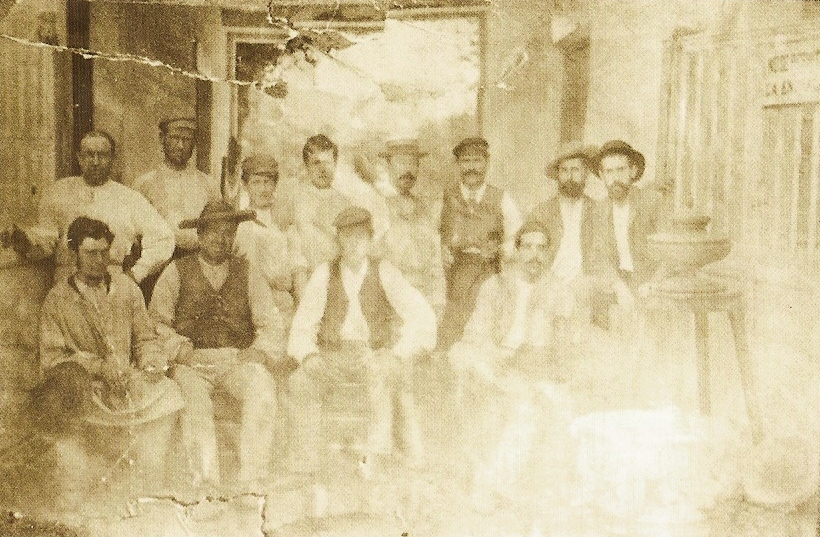
Los hermanos Guillermo y Daniel Zuloaga con los trabajadores en La Moncloa (c. 1883).

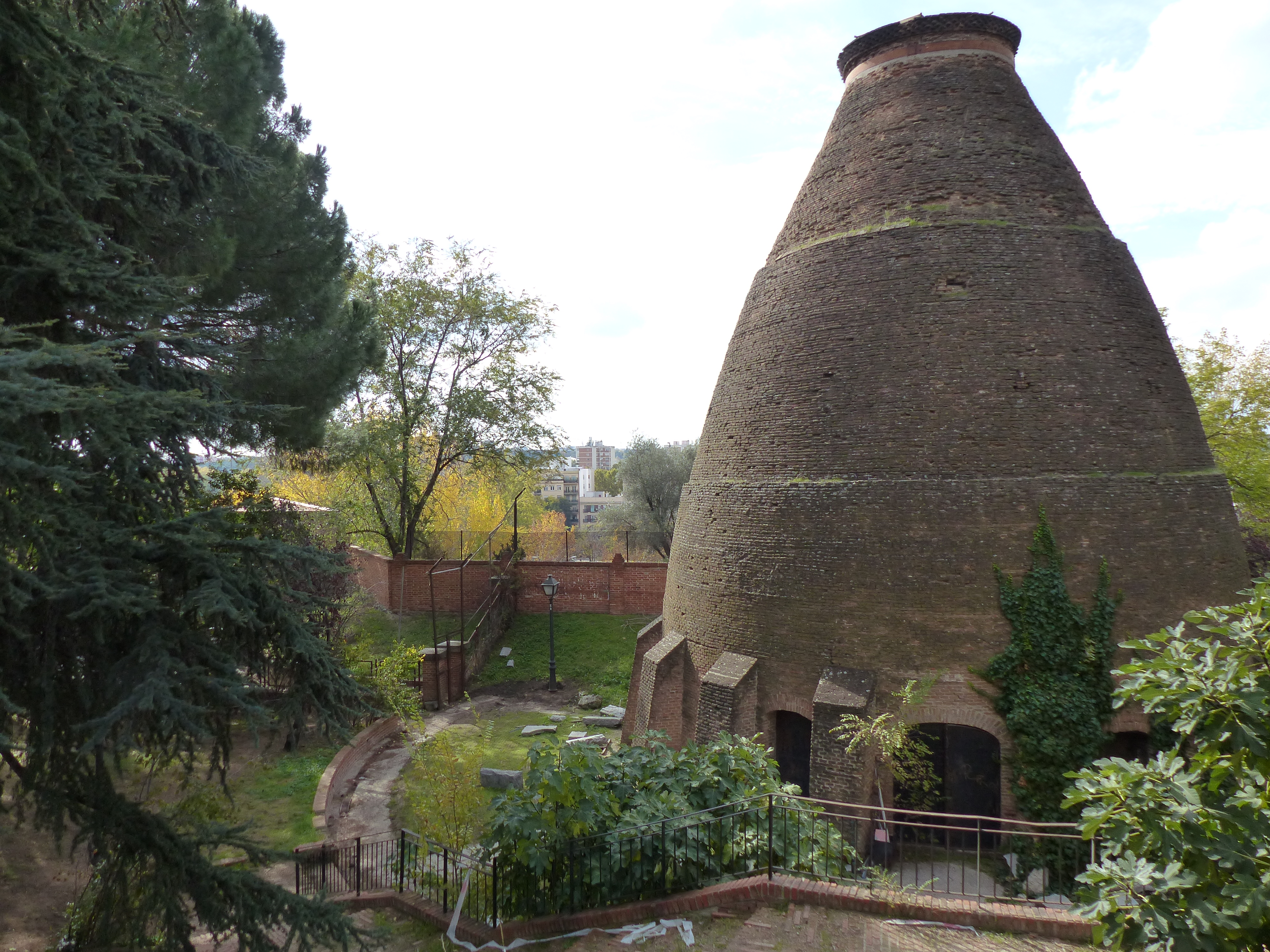
Una de las chimenea en La Tinaja (Escuela de Cerámica), antigua Real Fábrica de Loza y Porcelana de la Moncloa. Hoy en el actual Parque del Oeste (Madrid).

La Real Fábrica de La Moncloa fue una manufactura real para producir artículos de porcelana y cerámica destinados al uso real. Fue creada en 1817 tras la restauración absolutista, y promovida por la reina María Isabel de Braganza (esposa de Fernando VII) para sustituir la antigua Real Fábrica del Buen Retiro, fundada en 1760 por Carlos III, y que fue destruida el 31 de octubre de 1812 por las tropas británicas comandadas por Wellington en el transcurso de la Guerra de la Independencia Española.
Estuvo situada en Madrid, en el lugar denominado la Granjilla de los Jerónimos, en el Real Sitio de La Florida, y para su creación se utilizaron materiales y otros elementos de la antigua fábrica de El Retiro, e incluso se contrató personal que había trabajado en la misma.

## Historia
El funcionamiento de la fábrica puede dividirse en cuatro etapas, comprendiendo la primera desde 1817 hasta 1821. En esta etapa fue director el italiano Antonio Forni, procedente de la fábrica fundada por Carlos III en Capodimonte cuando fue rey de Nápoles. En ella se realizaron piezas de porcelana con abundante policromía e influencia francesa, utilizando, en principio, pastas y moldes del Buen Retiro, donde trabajaron como pintores los hermanos Giorgi. En los años 1820 comenzó su decadencia, lo que provocó la sustitución de su director y la apertura de una tienda.
La segunda etapa abarcó desde 1821 hasta 1833, siendo director Bartolomé Sureda, quien impulsó un giro radical en la fábrica, produciendo a gran escala a imitación de la Manufacture nationale de Sèvres, siguiendo las corrientes inglesas y francesas. Poco a poco se fue abandonando la producción de porcelana para irse centrando en la loza, pero el plan económico impuesto por Sureda no respondió a las expectativas y en 1829 fue jubilado, pasando más tarde por la dirección Antonio Salcedo (destituido en 1834) y Mateo Sureda, quien permaneció hasta 1846.
La tercera etapa de la fábrica abarcó prácticamente el reinado de Isabel II de España, y estuvo caracterizada por una decoración abstracta, suprimiendo el clasicismo anterior, y para dar mayor empuje a la fábrica en 1846 se nombró director a Juan Federico Langlois, antiguo director de la manufactura de Isigny-le-Buat, en Francia. Los problemas ocasionados con el director, quien se negaba a comunicar los secretos de su arte, tal y como se había comprometido, dieron lugar a una mínima producción, que unidos con las quejas de los empleados sobre la precariedad de las instalaciones y la carencia de material, fueron la causa de su destitución y el cierre de la fábrica en 1850.
En 1874 La Moncloa volvió a abrir sus puertas, esta vez por iniciativa del secretario de Alfonso XII, el conde Morphy, quien propuso para la dirección a Daniel Zuloaga y su hermano Guillermo, quienes habían estudiado en Sèvres. La novedad de esta reapertura fue la fabricación de azulejos cerámicos destinados a la arquitectura, influenciados por el modernismo catalán de finales del siglo XIX, perteneciendo a esta etapa final obras como la decoración del Palacio de Velázquez en Madrid, del arquitecto Ricardo Velázquez Bosco. Otra de las novedades fue la vuelta a las técnicas clásicas españolas que tanto defendieron y promovieron los hermanos Zuloaga, y también se realizaron botes farmacéuticos, grupos escultóricos y placas de imitación alcoreña, pero los grandes gastos que supuso la puesta en marcha de la fábrica y el desinterés del público, hicieron que la fábrica cerrase de manera definitiva a finales del XIX.